# Мансьёль
Мансьёль (фр. Mancieulles, /mansjøl/) — коммуна во французском департаменте Мёрт и Мозель, региона Лотарингия. Относится к  кантону Брие.

## География
Мансьель расположен в 28 км к северо-западу от Меца. Соседние коммуны: Беттенвиллер и Тюкеньё на севере, Манс и Лантефонтен на юге, Ану на юго-западе, Мери-Менвиль на северо-западе.

## Демография
Население коммуны на 2010 год составляло 1719 человек.
| 1962 | 1968 | 1975 | 1982 | 1990 | 1999 | 2010 |
| ---- | ---- | ---- | ---- | ---- | ---- | ---- |
| 2660 | 2369 | 2107 | 1549 | 1474 | 1420 | 1719 |